# H. C. Hansen
Hans Christian Svane Hansen (8 de Novembro de 1906 — 19 de Fevereiro de 1960) foi um político da Dinamarca. Ocupou o cargo de primeiro-ministro da Dinamarca.